# Pematang Jaya (Mesuji Makmur)
Pematang Jaya is een bestuurslaag in het regentschap Ogan Komering Ilir van de provincie Zuid-Sumatra, Indonesië. Pematang Jaya telt 2214 inwoners (volkstelling 2010).